# Hamza Hakimzade Niyazi

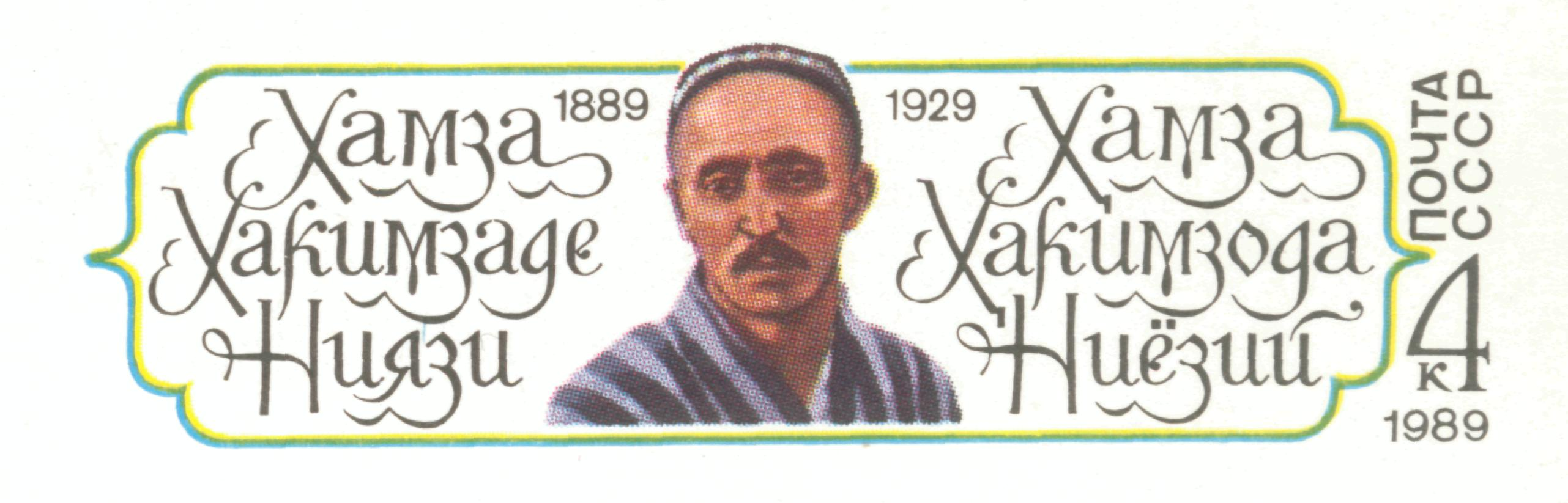
Imaginea scriitorului pe un timbru poștal din 1989

Hamza Hakimzade Niyazi (în uzbecă Hamza Hakimzoda Niyoziy, în rusă Хамза Хакимзаде Ниязи; n. 22 februarie/6 martie 1889, Qoʻqon, Republica Sovietică Socialistă Uzbecă, URSS – d. 18 martie 1929, Shohimardon⁠(d), Republica Sovietică Socialistă Uzbecă, URSS) a fost un poet, publicist și compozitor uzbec din fosta URSS.
A fost întemeietor al literaturii uzbece moderne și organizator al teatrului acestei naționalități. Lirica sa este intimă, cu accente sociale și cu tonuri populare.
Hamza Hakimzade Niyazi a fost asasinat de fundamentaliști islamici care l-au acuzat de activități antireligioase.

## Scrieri
- 1918: Stăpân și slugă („Boj ila hizmatči”)
- 1926: Loviturile lui Majsara („Majsaraning iši”)
- 1927: Holišon